# Nationalpark Dzanga-Ndoki
Der Nationalpark Dzanga-Ndoki  ist ein Nationalpark in der südwestlichsten Ecke der Zentralafrikanischen Republik. Der Park wurde 1990 gegründet und umfasst eine Fläche von 1143,26 km². Er ist aufgeteilt in zwei nicht zusammenhängende Sektoren, den Northern Dzanga Sector (Dzanga Park, 49.500 ha) und den südlichen Ndoki Sector (Ndoki Park, 72.500 ha). Bemerkenswert im Dzanga Sector ist die Gorilla-Dichte von 1,6 Tieren pro Quadratkilometern, eine der höchsten Zahlen, die für den Westlichen Flachlandgorilla bezeugt sind.
Zwischen den beiden Sektoren des Nationalparks erstreckt sich das Dzanga-Sangha Special Reserve mit einer Fläche von 335.900 ha. Der Nationalpark und das Reservat gehören gemeinsam zum Dzanga-Sangha Complex of Protected Areas (DSPAC).
Zusammen mit dem angrenzenden Nationalparkt Nouabalé-Ndoki in der Republik Kongo und dem Lobéké-Nationalpark in Kamerun bildet der Dzanga-Ndoki Nationalpark das Trinationale Schutzgebiet am Sangha-Fluss. Das Gebiet wurde 2012 zum UNESCO-Welterbe erklärt.

## Geographie

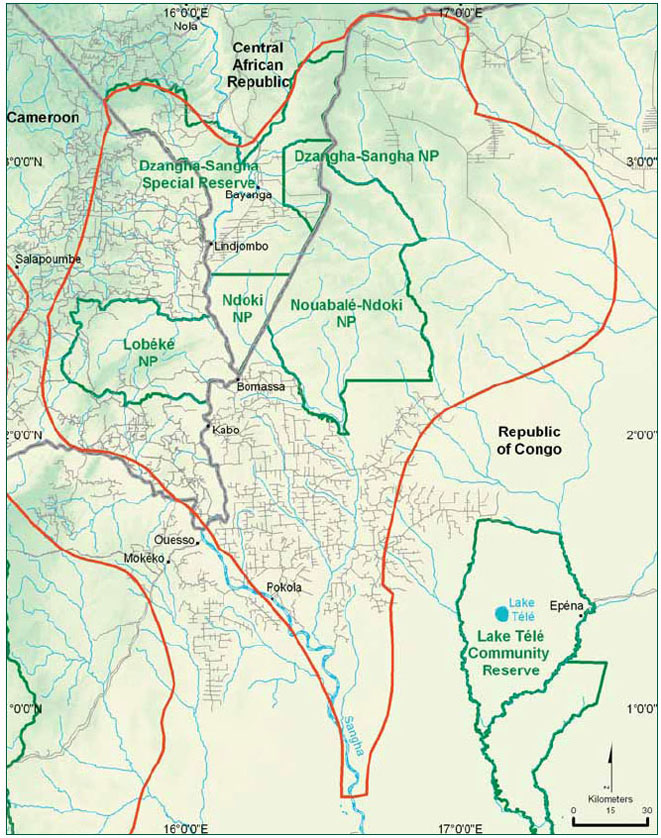
Landschaft im Sangha Tri National-Schutzgebiet. Dzanga-Ndoki Nationalpark ist der dreieckige Teil des Gebiets.

Der Nationalpark Dzanga-Sangha liegt im äußersten Südwesten der Zentralafrikanischen Republik in einer dreieckig begrenzten Region des Landes. Der Sangha ist der namengebende Fluss in dieser Region. Auch die Grenze zwischen der Zentralafrikanischen Republik, Kamerun und der Republik Kongo verläuft im Fluss (⊙) und markiert den südwestlichsten Punkt des Parks.
Das Gebiet erstreckt sich über Höhen von 340 m bis 615 m. Der Untergrund besteht aus alluvialen Sanden. Entlang der Flüsse gibt es Waldlichtungen mit sumpfigen Niederungen, die als „bai“ bezeichnet werden. Die Dzanga Bai (etwa: „Dorf der Elefanten“) ist eine sandige Salzlecke mit einer Ausdehnung von 250 mal 500 m. Der Fluss Dzanga durchquert die Stelle. Seit 1997 besteht in Bai Hokou das Basecamp des Primate Habituation Programme, wo neben der Forschung auch Gewöhnung von Gorillas für Tourismus betrieben wird.
Im Dzanga Sector wurde in den 1980ern Holzeinschlag betrieben, jedoch nicht in Ndoki, wo noch immer Primärwald steht. Amis Kamiss schrieb 2006 über fünfzehn Diamantenminen in der Region des Flusses Lobé im Nordwesten des Nationalparks.

## Fauna und Flora
Im Gebiet des Nationalparks Dzanga-Ndoki herrschen drei Waldtypen vor: hauptsächlich Trockenwald, ein halb-immergrüner Wald, mit Sumpfwaldgebieten entlang der Flüsse und ein Wald mit geschlossenem Kronendach, in welchem monodominant Gilbertiodendron dewevrei vorherrscht. Der Trockenwald ist ein offener Wald mit gemischtem Kronendach in welchem Sterculiaceae und Ulmaceae vorherrschen; oft in Gesellschaft mit dichtem Unterholz aus Marantaceae und Zingiberaceae. Entlang des Sangha gibt es Bestände von Guibourtia demeusii.
Besonders wertvoll sind mehrere intakte Populationen von Großtieren des Regenwalds, inklusive Westlichen Flachlandgorillas, Waldelefanten, Schimpansen, Riesenwaldschwein, Pinselohrschwein, Sitatunga, Bongo, Waldbüffeln (African forest buffalo, Syncerus caffer nanus) und sechs Arten von Duckern. Die Gorilla-Population mit einer Dichte von 1,6 Individuen/km² im Dzanga Sector ist eine der höchsten überhaupt für die Westlichen Flachlandgorillas.
Der Nationalpark Dzanga-Ndoki wurde zum Important Bird Area (#CF008) erklärt. Das IBA schließt unmittelbar an zwei weitere IBAs an, Lobéké in Kamerun (#CM033) und Nouabalé-Ndoki in Kongo (#CG001). Über 350 Vogelarten wurden im Nationalpark gezählt, von denen mindestens 260 dort auch brüten. Das Sangha Forest Robin (Sangha-Waldrotkehlchen, Stiphrornis sanghensis) wurde als neue Art beschrieben und bisher nur in Dzanga-Sangha beobachtet.

## Gefährdung
Nach dem Putsch durch die Séléka-Rebellen im März 2013 in der Zentralafrikanischen Republik und der damit verbundenen Instabilität, konnte der Schutz des Gebietes nicht mehr ausreichend gewährleistet werden. Im Mai 2013 wurden 26 Elefanten durch Wilderer erschossen, die in das Schutzgebiet eingedrungen waren. Weltweit kam es zu Reaktionen von Naturschützern. Später kooperierten die Séléka-Truppen mit den Naturschutzorganisationen – wie dem WWF – und die Sicherheit des Reservates war wieder gewährleistet. Seit Mai 2014 ist das Gebiet wieder unter der Kontrolle der Zentralregierung.